# Claes de Frietzcky
Claes de Frietzcky, född 25 januari 1727 på Alkvetterns bruk i Karlskoga bergslag, död 9 oktober 1803 på Säbylund i Närke, var en svensk bruksägare och politiker.

## Biografi
Frietzcky tillhörde en böhmisk adelsätt som inkommit till Sverige på 1620-talet och naturaliserats 1699. Från 1754 var han disponent för Storfors bruk i Värmland, och gjorde sig tidig känd som en dugande ekonom och förvärvade ett gott anseende i Bergslagen. Från och med 1760/62 deltog han i riksdagarna, där han snart kom att göra sig stark gällande med ett ivrigt engagemang för statens utveckling. Som en medlem av mösspartiet, var han vid 1765/66 års riksdag en av de tre deputerade, som avgav förslaget rörande bankens förvaltning, och bidrog energiskt, men utan vissa av partikamraternas fanatism till de många mössreformerna. Vältaligt förde han 1768 de angripna mössornas talan, men förgäves. 1771 insattes han i Sekreta utskottet, och ivrade där för kompositionsplanen och var en av adelns representanter vid det misslyckade försöket till sammanjämkning i stånden strid om kungaförsäkran. 
Vid 1778 års riksdag var det Frietzcky, som i ett memorial framförde kravet om att bankoutskottet skulle bindas genom en instruktion. 1786 tog han framträdande del i oppositionen mot kungen, kämpade mot passevolansen och blev genom ett lysande inlägg i frågan om brännvinsbränningen riksdagens mest uppburne man. Lika bestämt uppträdde han vid riksdagen 1789. Gudmund Jöran Adlerbeth har anfört att Gustaf III skall ha yttrat Det är visst, att Frietzcky denne riksdag spelar om sitt huvud. Han fick i kungens tal till adeln efter riksdagen motta särskilda förebråelser, och var en av de första som arresterades. Sedan hans kritik mot kungen något lindrats, fick han 1792 plats i hemliga utskottet, och den finansplan som utarbetades här, var till stor del Frietzckys verk. 
När Gustav III kort därpå tog det uppseendeväckande steget att utnämna honom till kommendör av Vasaorden, tog Frietzcky det djärva steget att avböja utnämningen, något som gav honom en enastående hyllning på Riddarhuset. Sina sista år tillbringade han på Säbylund i Närke, som han erhållit av sin syster som fideikommiss. Med honom utslocknade ätten von Frietzcky.
Han lämnade efter sig ett bibliotek på Säbylund som där stod orört tills det 2017 donerades till Kungliga biblioteket i Stockholm. Biblioteket rekonstruerades i Roggeborgen i Strängnäs där det återinvigdes 2025.

## Bilder

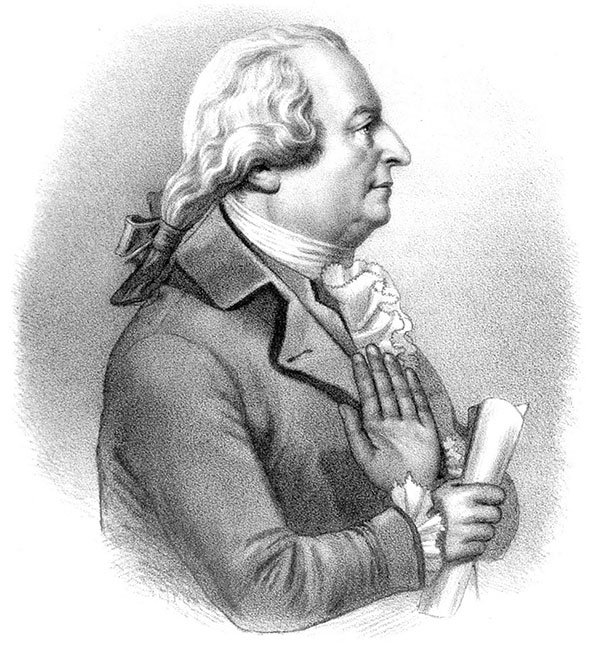
Litografi av Alexander Wetterling efter ett porträtt av Johan Tobias Sergel.